# 伊槻ユリナ
伊槻 ユリナ（いつき ユリナ、8月23日）は日本の漫画家。徳島県出身。血液型はA型。
りぼん漫画スクール2006年11月号で準りぼん賞を受賞した「恋におぼれて」でデビュー。

## 作品
- 恋におぼれて（デビュー作・りぼん超びっくりお正月大増刊号掲載）
- 極甘チェリー（2007年りぼん春の超びっくり大増刊号掲載）

| スタブアイコン | サブスタブ | この項目は、まだ閲覧者の調べものの参照としては役立たない、漫画家・漫画原作者に関連した書きかけの項目です。この項目を加筆・訂正などしてくださる協力者を求めています（P:漫画/PJ:漫画家）。 |